# Jamāl Aḩmad
Jamāl Aḩmad (persiska: كونسُيخ جَمال اَحمَدِ بالا, خُّن سُرخ, خون سرخ, Kūnsoīkh Jamāl Aḩmad-e Bālā, Khūn Sorkh, Khūn-e-Sorkh, جمال احمد) är en ort i Iran.   Den ligger i provinsen Hormozgan, i den sydöstra delen av landet, 1 000 km söder om huvudstaden Teheran. Jamāl Aḩmad ligger 18 meter över havet och antalet invånare är 956.
Terrängen runt Jamāl Aḩmad är platt åt sydost, men åt nordväst är den kuperad. Havet är nära Jamāl Aḩmad åt sydost. Jamāl Aḩmad är det största samhället i trakten. Trakten runt Jamāl Aḩmad är ofruktbar med lite eller ingen växtlighet.